# 美術館路
美術館路（Meishuguan Rd.）位於高雄市鼓山區，為往來高雄市立美術館而命名之東西向重要道路。東起於裕誠路口，西止於馬卡道路口，續行過縱貫鐵路平交道和翠華路口接西藏街往內惟地區。
環狀輕軌第二階段將行經本路，沿線共設置3站。

## 行經行政區域
- 鼓山區

## 沿線設施
（由東至西）
- 高雄市立聯合醫院（原高雄市立婦幼綜合醫院）
- 環狀輕軌聯合醫院站
- 高雄市私立中華藝術學校
- 高雄市立美術館
- 環狀輕軌美術館站
- 環狀輕軌內惟藝術中心站
- 高雄鐵路綠園道
- 縱貫線美術館車站、環狀輕軌臺鐵美術館站

## 公車資訊

### 高雄市市區公車
- 漢程客運 ：
  - 環狀168東 金獅湖站－金獅湖站
  - 環狀168西  金獅湖站－金獅湖站
  - 紅35 捷運凹子底站－金獅湖站
- 南台灣客運：
  - 3　高鐵左營站－捷運巨蛋站－高雄市立美術館
  - 紅32 捷運凹子底站－市立美術館－大榮高中
- 港都客運：
  - 73 建軍站－左營區公所

### 公路客運
- 義大客運：
  - 8502 義大世界－高雄市立美術館

## 公共自行車
- 高雄市公共自行車租賃系統：
  - 裕誠美術館路口：美術館路2號東側
  - 皮克尼克公園：美術東二路103號(東北側人行道)
  - 輕軌內惟藝術中心：美術館路/馬卡道路(東北側)